# پائولو بلوچی
پائولو بلوچی (انگلیسی: Paolo Bellucci؛ زادهٔ ۱۸ ژانویهٔ ۱۹۸۶) بازیکن فوتبال اهل ایتالیا است.
از باشگاه‌هایی که در آن بازی کرده‌است می‌توان به باشگاه فوتبال تورینو اشاره کرد.